# Cnemaspis chanthaburiensis
Cnemaspis chanthaburiensis là một loài thằn lằn trong họ Gekkonidae. Loài này được Bauer & Das miêu tả khoa học đầu tiên năm 1998.